# Asha Makuto
Asha Makuto (ur. 2 maja 1986) – kenijska siatkarka. Obecnie występuje w drużynie Kenya Pipeline Company.